# Arthur Holland
Arthur Guillard Holland (Birmingham, 18 luglio 1922 – Barnsley, marzo 1987) è stato un arbitro di calcio inglese.

## Biografia
Ha arbitrato in diversi tornei:
- Coppa dei Campioni 1962-1963 (finale)
- FA Cup 1963-1964 (finale)
- Campionato europeo di calcio 1964 (finale)